# Casa Amarilla (Costa Rica)
La Casa Amarilla es un edificio localizado en la ciudad de San José, capital de Costa Rica. Es la actual sede el Ministerio de Relaciones Exteriores de ese país. Ubicada en el distrito de El Carmen, en la intersección entre avenida 7 y calle 11, es un inmueble de arquitectura neocolonial con decorados neobarrocos, construido en 1920 por el arquitecto estadounidense Henry D. Whitfield, con el propósito de que dicho edificio fuera la sede la Corte Centroamericana de Justicia. Considerado vestigio fundamental de la herencia urbana costarricense, fue declarado Monumento Nacional el 17 de septiembre de 1976 y es patrimonio histórico-arquitectónico de Costa Rica.

## Historia
En 1909 se estableció en la ciudad de Cartago, Costa Rica, la sede de la Corte Centroamericana de Justicia, tribunal internacional creado con el propósito de dirimir los conflictos, principalmente limítrofes, que pudieran darse entre los países centroamericanos. Para construirle una sede apropiada a la Corte, el filántropo estadounidense Andrew Carnegie realizó una donación de $100 000. Dicho edificio, conocido como el Palacio de la Paz, comenzó a ser construido en Cartago, pero no logró finalizarse su edificación ya que fue destruido por el terremoto de Cartago de 1910.
En noviembre de 1910, Carnegie realizó otra donación similar, con la condición de que el nuevo inmueble fuese construido en una ciudad distinta y que el arquitecto fuera un estadounidense de su escogencia. El elegido fue el estadounidense Henry D. Whitfield, quien además era cuñado de Carnegie. Se eligió un predio ubicado cerca del Parque España, en San José, en el incipiente barrio Otoya. La construcción del Palacio de la Paz finalizó en 1916, no obstante, la Corte no llegó a sesionar en él, ya que para ese año había expirado el convenio internacional que la sostenía. Al no ser renovado éste, Costa Rica solicitó a los demás países centroamericanos su aprobación para utilizar el inmueble, el cual fue concedido. Luego de finalizar su construcción, el edificio pasó a ser conocido como Palacio Carnegie, Castillo Amarillo o Casa Amarilla, siendo este último nombre el que predominó, debido a la coloración de sus muros. 
En 1920, se estableció en este edificio el Despacho Presidencial. En 1921, fue trasladada la Secretaría de Relaciones Exteriores, y en 1924, el Poder Legislativo lo ocupó por un corto periodo. Desde 1922 y hasta la actualidad, el Ministerio de Relaciones Exteriores y Culto lo ha utilizado como su sede.

## Arquitectura

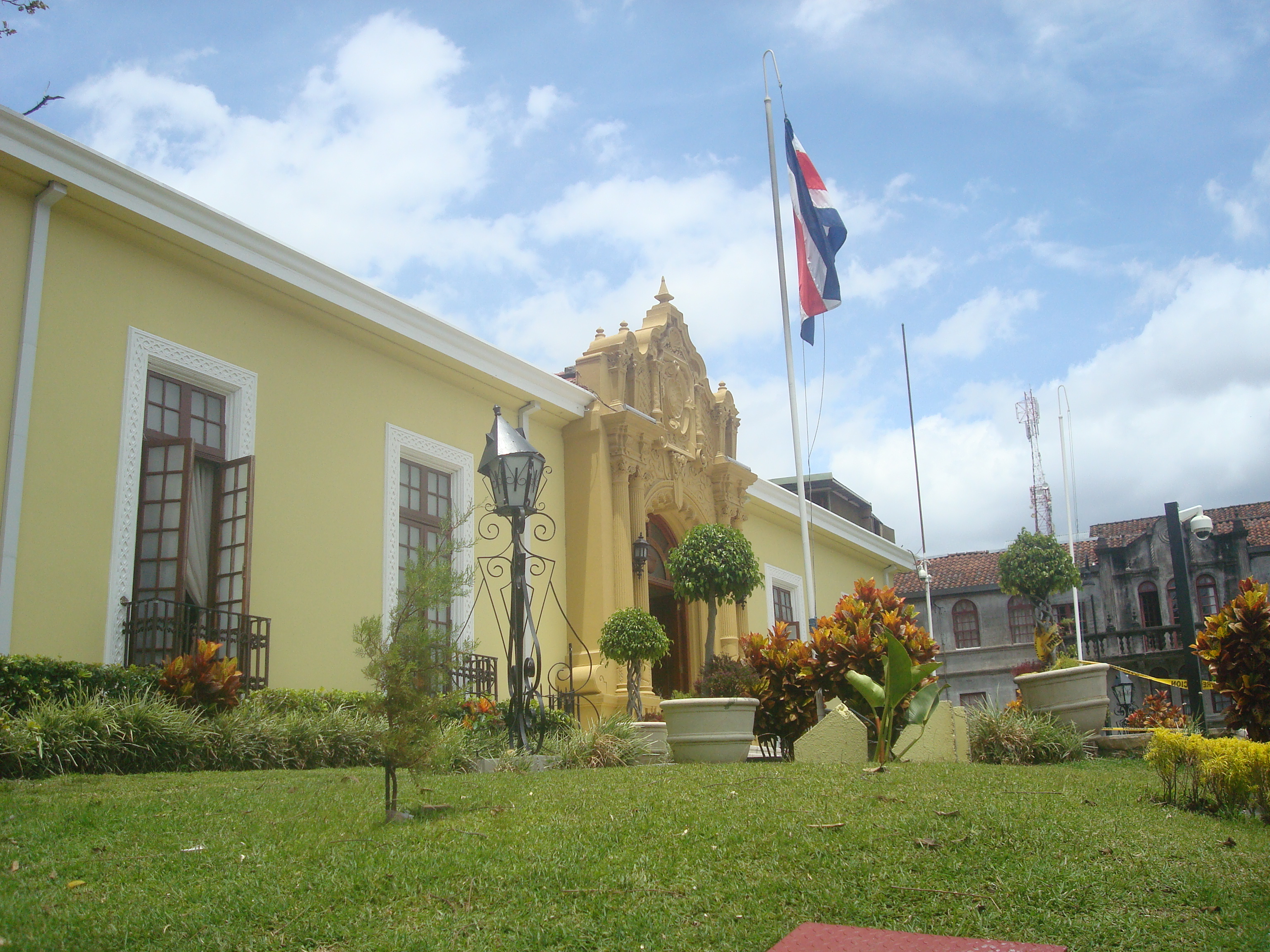
Vista lateral de la Casa Amarilla.

La arquitectura de la Casa Amarilla es producto de la influencia tanto estética como política de la época en que se construyó. En 1910, la Revolución Mexicana había sacudido el panorama político del continente americano. Este hecho, junto a otros eventos acaecidos en Hispanoamérica y, a partir de 1914, con la Gran Guerra Europea, provocó fuertes repercusiones en la estética arquitectónica de Costa Rica. Se desarrollaron nuevas posiciones filosóficas y literarias que reivindicaban lo criollo americano, tanto hispánico como indígena, movimiento que fue conocido como restauración nacionalista. Costa Rica no escapó de este influjo, que se manifestó fuertemente en las publicaciones de la revista Repertorio Americano de Joaquín García Monge, y posteriormente en las artes plásticas, de la mano de artistas como Francisco Amighetti, Francisco Zúñiga, Juan Manuel Sánchez Barrantes y Manuel de la Cruz González.

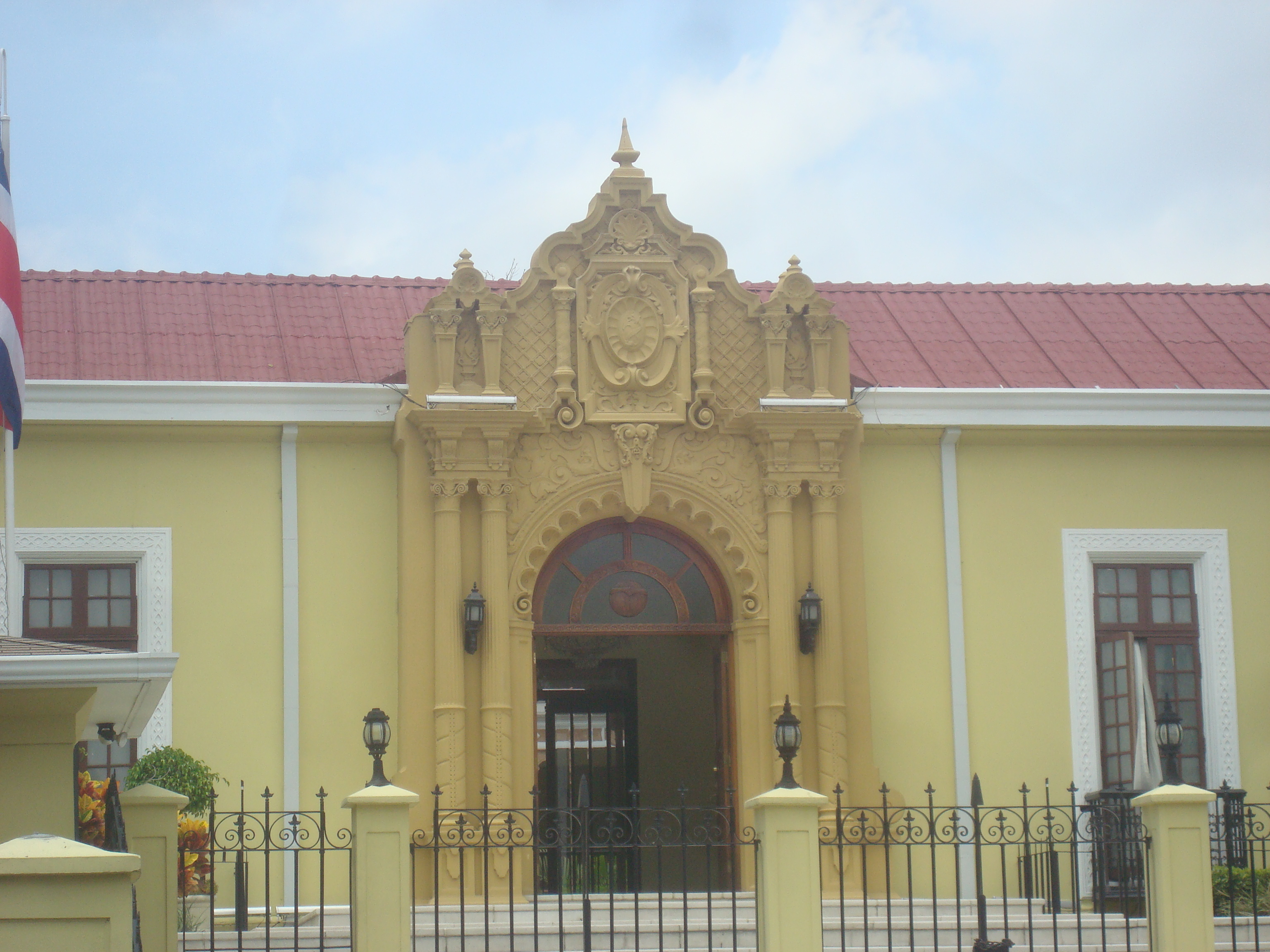
Detalle de la puerta neobarroca de la Casa Amarilla.

La restauración nacionalista fue una reacción a la estética neoclásica que predominó a finales del siglo XIX, en la cual prevaleció el concepto europeo clásico y académico de belleza. No obstante, este movimiento pronto empezó a recibir influencias de la moda historicista que apareció en los Estados Unidos durante los años 1920. Es por esto que el arquitecto de la Casa Amarilla, el estadounidense Whitfield, tratando de sintonizar con esta corriente, utilizara una variante de la arquitectura neocolonial hispanoamericana, conocida como barroco novohispano. Esta decisión fue criticada por algunos escritores de su época, como el historiador Ricardo Fernández Guardia, para quien el nuevo palacio debía ser más representativo de la arquitectura clásica de la Costa Rica colonial, donde el barroco novohispano no tuvo manifestaciones.
La Casa Amarilla posee una simetría absoluta con volúmenes puros, con cubiertas a dos aguas, interrumpidos por una elegante puerta principal de estilo barroco. A ambos lados posee dos puertas laterales también barrocas, pero más sencillas que la principal, idénticas entre sí. Al sur, el edificio posee un amplio volumen cuadrangular con un patio central y corredor perimetral, intersecado por otro volumen cuadrangular más reducido y de mayor altura, que forma un monitor con su techo. Al norte, otro volumen rectangular remata el sencillo conjunto.

## Véase también

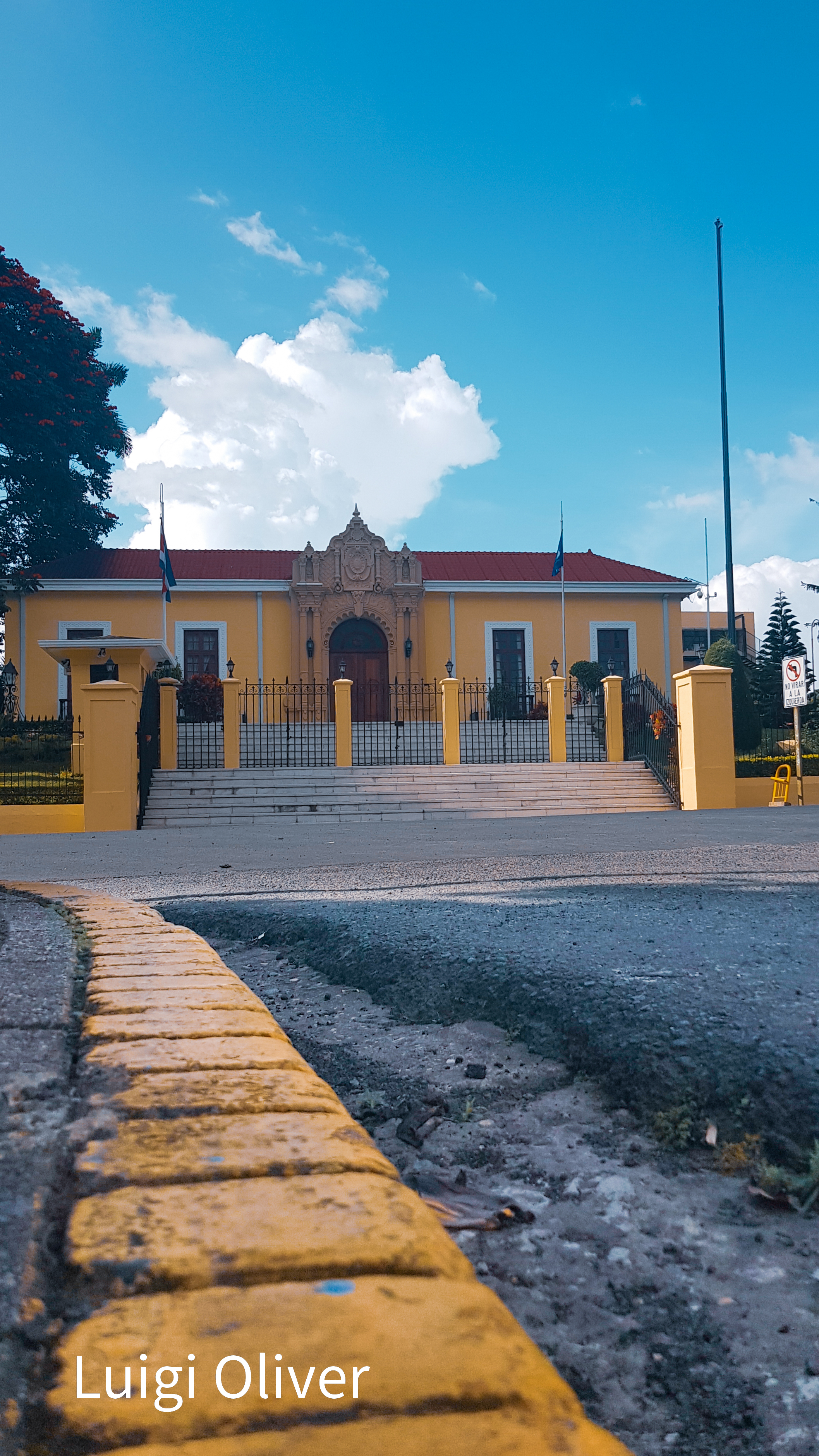
Vista de la Casa Amarilla desde el Quiosco del Parque España